# Omloop van het Waasland 1995
 De 31e editie van de Belgische wielerwedstrijd Omloop van het Waasland vond plaats op 12 maart 1995. De start en finish vonden plaats in Kemzeke. De winnaars was Hendrik Redant, gevolgd door Peter De Clercq en Tom Desmet.

## Uitslag
| Omloop van het Waasland 1995 |                 |                  |         |
| Plaats                       | Naam            | Ploeg            | Tijd    |
| Winnaar                      | Hendrik Redant  | TVM-Polis Direct | 4u23'0" |
| 2                            | Peter De Clercq | Lotto            | z.t.    |
| 3                            | Tom Desmet      | Collstrop-Lystex | z.t.    |

1965 · 1966 · 1967 · 1968 · 1969 · 1970 · 1971 · 1972 · 1973 · 1974 · 1975 · 1976 · 1977 · 1978 · 1979 · 1980 · 1981 · 1982 · 1983 · 1984 · 1985 · 1986 · 1987 · 1988 · 1989 · 1990 · 1991 · 1992 · 1993 · 1994 · 1995 · 1996 · 1997 · 1998 · 1999 · 2000 · 2001 · 2002 · 2003 · 2004 · 2005 · 2006 · 2007 · 2008 · 2009 · 2010 · 2011 · 2012 · 2013 · 2014 · 2015 · 2016 · 2017 · 2018 · 2019 · 2020 · 2021 · 2022 · 2023 · 2024